# Cetatea Finiș
Cetatea Finiș este o cetate medievală construită pe un pisc de deal la sfârșitul secolului al XIII-lea în proximitatea localității omonime, aflată în apropiere de Beiuș. 
Prima atestare documentară provine din 1291-1294. Actual cetatea – ridicată de către episcopii catolici ai Diecezei de Oradea, este ruinată. Rolul ei a fost de supraveghere (inclusiv a supușilor din zonă), de control asupra extracțiilor miniere de argint de la Băița, de pază a drumului spre Oradea, de apărare și de loc de refugiu.
Mihai Viteazul a trecut pe lângă această cetate în drumul sau cǎtre Oradea.